# Bathygobius geminatus
Bathygobius geminatus är en fiskart som beskrevs av Tornabene, Baldwin och Pezold 2010. Bathygobius geminatus ingår i släktet Bathygobius och familjen smörbultsfiskar. Inga underarter finns listade.